# World Team Cup
L'ATP World Team Cup è stato un torneo tennistico maschile ATP a squadre che ha avuto luogo a cadenza annuale dal 1978 al 2012 al Rochusclub di Düsseldorf, in Germania. Era considerata la competizione maschile a squadre di maggior prestigio dopo la Coppa Davis.
Ogni anno, le otto nazioni i cui rappresentanti avevano raggiunto le migliori posizioni nella classifica mondiale ATP dell'anno precedente, erano invitate alla competizione. Il torneo si giocava su campi in terra rossa, attirava a Düsseldorf mediamente circa 75.000 spettatori ogni anno ed era seguito alla televisione in oltre 160 nazioni.

## Storia
Inaugurato nel 1978 come Nations Cup, il torneo si è tenuto ogni anno a maggio prima del Roland Garros fino all'ultima edizione del 2012. Dopo le prime quattro edizioni, nel 1982 prese il nome ATP World Team Cup. L'evento perse importanza negli anni 2000 nonostante avesse visto tra i partecipanti campioni come Björn Borg, Guillermo Vilas, Ivan Lendl, John McEnroe, Jimmy Connors, Mats Wilander, Stefan Edberg, Boris Becker, Pete Sampras, Patrick Rafter, Lleyton Hewitt e Marat Safin.
Alla fine del 2010 rischiò la soppressione in seguito al ritiro dello sponsor principale, cui però fu trovato un sostituto nel gennaio 2011. Nell'ottobre 2012 fu annunciata la soppressione della ATP World Team Cup e la sua sostituzione con il Düsseldorf Open, un torneo maschile facente parte delle ATP World Tour 250 series.
Nel gennaio 2018 fu annunciato che la federazione tennistica australiana si stava preparando per reintrodurre la ATP World Team Cup in collaborazione con la Association of Tennis Professionals (ATP). La prima edizione del torneo avrebbe dovuto tenersi in Australia in gennaio nel 2019 o nel 2020 con un nuovo formato che prevedeva la partecipazione di 24 squadre nazionali e l'assegnazione di punti validi per il ranking ATP. Il nuovo evento prese il via in Australia nel gennaio 2020 con il nome ATP Cup. Dopo sole tre edizioni, nel 2023 la ATP Cup fu sostituita dalla United Cup, torneo a squadre nazionali miste maschili e femminili.

## Formato
Le otto squadre partecipanti venivano suddivise in due gironi all'italiana da quattro squadre. Ogni sfida si componeva di tre incontri, due in singolare e uno in doppio, e le vincitrici dei gironi si affrontavano in finale.

## Albo d'oro
| Anno |                           | Campioni       |   |   | Avversari in finale |                           |
| ---- | ------------------------- | -------------- | - | - | ------------------- | ------------------------- |
| 1978 | Spagna (bandiera)         | Spagna         | 2 | 1 | Australia           | Australia (bandiera)      |
| 1979 | Australia (bandiera)      | Australia      | 2 | 1 | Italia              | Italia (bandiera)         |
| 1980 | Argentina (bandiera)      | Argentina      | 3 | 0 | Italia              | Italia (bandiera)         |
| 1981 | Cecoslovacchia (bandiera) | Cecoslovacchia | 2 | 1 | Australia           | Australia (bandiera)      |
| 1982 | Stati Uniti (bandiera)    | Stati Uniti    | 2 | 0 | Australia           | Australia (bandiera)      |
| 1983 | Spagna (bandiera)         | Spagna         | 2 | 1 | Australia           | Australia (bandiera)      |
| 1984 | Stati Uniti (bandiera)    | Stati Uniti    | 2 | 1 | Cecoslovacchia      | Cecoslovacchia (bandiera) |
| 1985 | Stati Uniti (bandiera)    | Stati Uniti    | 2 | 1 | Cecoslovacchia      | Cecoslovacchia (bandiera) |
| 1986 | Francia (bandiera)        | Francia        | 2 | 1 | Svezia              | Svezia (bandiera)         |
| 1987 | Cecoslovacchia (bandiera) | Cecoslovacchia | 2 | 1 | Stati Uniti         | Stati Uniti (bandiera)    |
| 1988 | Svezia (bandiera)         | Svezia         | 2 | 0 | Stati Uniti         | Stati Uniti (bandiera)    |
| 1989 | Germania (bandiera)       | Germania       | 2 | 1 | Argentina           | Argentina (bandiera)      |
| 1990 | Jugoslavia (bandiera)     | Iugoslavia     | 3 | 0 | Stati Uniti         | Stati Uniti (bandiera)    |
| 1991 | Svezia (bandiera)         | Svezia         | 2 | 1 | Iugoslavia          | Jugoslavia (bandiera)     |
| 1992 | Spagna (bandiera)         | Spagna         | 3 | 0 | Cecoslovacchia      | Cecoslovacchia (bandiera) |
| 1993 | Stati Uniti (bandiera)    | Stati Uniti    | 3 | 0 | Germania            | Germania (bandiera)       |
| 1994 | Germania (bandiera)       | Germania       | 2 | 1 | Spagna              | Spagna (bandiera)         |
| 1995 | Svezia (bandiera)         | Svezia         | 2 | 1 | Croazia             | Croazia (bandiera)        |
| 1996 | Svizzera (bandiera)       | Svizzera       | 2 | 1 | Repubblica Ceca     | Rep. Ceca (bandiera)      |
| 1997 | Spagna (bandiera)         | Spagna         | 3 | 0 | Australia           | Australia (bandiera)      |
| 1998 | Germania (bandiera)       | Germania       | 3 | 0 | Repubblica Ceca     | Rep. Ceca (bandiera)      |
| 1999 | Australia (bandiera)      | Australia      | 2 | 1 | Svezia              | Svezia (bandiera)         |
| 2000 | Slovacchia (bandiera)     | Slovacchia     | 3 | 0 | Russia              | Russia (bandiera)         |
| 2001 | Australia (bandiera)      | Australia      | 2 | 1 | Russia              | Russia (bandiera)         |
| 2002 | Argentina (bandiera)      | Argentina      | 3 | 0 | Russia              | Russia (bandiera)         |
| 2003 | Cile (bandiera)           | Cile           | 2 | 1 | Repubblica Ceca     | Rep. Ceca (bandiera)      |
| 2004 | Cile (bandiera)           | Cile           | 2 | 1 | Australia           | Australia (bandiera)      |
| 2005 | Germania (bandiera)       | Germania       | 2 | 1 | Argentina           | Argentina (bandiera)      |
| 2006 | Croazia (bandiera)        | Croazia        | 2 | 1 | Germania            | Germania (bandiera)       |
| 2007 | Argentina (bandiera)      | Argentina      | 2 | 1 | Repubblica Ceca     | Rep. Ceca (bandiera)      |
| 2008 | Svezia (bandiera)         | Svezia         | 2 | 1 | Russia              | Russia (bandiera)         |
| 2009 | Serbia (bandiera)         | Serbia         | 2 | 1 | Germania            | Germania (bandiera)       |
| 2010 | Argentina (bandiera)      | Argentina      | 2 | 1 | Stati Uniti         | Stati Uniti (bandiera)    |
| 2011 | Germania (bandiera)       | Germania       | 2 | 1 | Argentina           | Argentina (bandiera)      |
| 2012 | Serbia (bandiera)         | Serbia         | 3 | 0 | Repubblica Ceca     | Rep. Ceca (bandiera)      |

### Titoli per nazione
5 titoli
- Germania
- Stati Uniti

4 titoli
- Spagna
- Svezia
- Argentina

3 titoli
- Australia

2 titoli
- Serbia
- Cile
- Rep. Ceca

1 titolo
- Croazia
- Slovacchia
- Francia
- Svizzera
- Jugoslavia